# Fallschirmjäger-Brigade Ramcke
La Fallschirmjäger-Brigade "Ramcke" è stata un'unità d'élite dei paradutisti tedeschi della Luftwaffe impiegata durante la seconda guerra mondiale nella campagna del Nordafrica. Il suo nome durante la sua vita operativa è stato Fallschirmjäger-Brigade "Ramcke", Fallschirmjäger-Brigade "Afrika", nuovamente Fallschirmjäger-Brigade "Ramcke" e Luftwaffen-Jäger-Brigade 1.

## Storia
Dopo il successo colto nell'Operazione Merkur, con l'aviolancio di paracadutisti sull'isola di Creta nel 1941, un certo numero di unità di Fallschirmjäger vennero raggruppate in una brigata al comando del pluridecorato Oberst (colonnello) Hermann-Bernhard Ramcke. La brigata venne costituita per prendere parte all'Operazione Herkules, pianificata per l'invasione dell'isola di Malta.
In seguito all'annullamento dell'operazione, la brigata, rinominata Fallschirmjäger-Brigade Afrika, venne inviata in Africa chiamata ad affiancate l'Afrika Korps de Erwin Rommel in Nordafrica.
Nell'aprile 1942, la brigata venne rinominata Fallschirmjäger-Brigade "Ramcke". Dopo essere giunta in Nordafrica nel luglio 1942, la brigata è perfettamente operativa secondo i rapporti, dopo uno scontro con la brigata di David Stirling dello Special Air Service, specializzata nella distruzione del comando, del controllo e dei sistemi logistici delle forze dell'Asse. L'unità di Ramcke prese poi parte all'offensiva del DAK (Deutsches Afrika Korps) verso il canale di Suez, combattendo fianco a fianco della 25ª Divisione fanteria "Bologna" del Regio Esercito Italiano prima che le forze dell'Asse venissero bloccate ad El Alamein.
La brigata venne largamente impegnata nella seconda battaglia di El Alamein e durante la ritirata tedesca, la brigata venne tagliata fuori dal resto del DAK, dietro le linee nemiche e dichiarata perduta da Rommel. Nonostante questo, il 3 novembre 1942, la brigata iniziò a marciare verso ovest per unirsi alle forze dell'Asse in ritirata, giungendo nella notte tra il 6 e il 7 novembre su un convoglio di approvvigionamento dell'8ª Armata costituito da un gran numero di veicoli da trasporto; l'azione britannica aveva provocato la separazione della Brigata dal resto delle forze tedesche e gli uomini della brigata, privi di mezzi di trasporto, non erano in grado di muoversi con la stessa velocità delle linee. La brigata, subendo perdite molto pesanti, con circa 450 caduti, combattendo circondata da tutti i lati, riuscì a catturare la colonna nemica e completamente motorizzata, mosse verso ovest. Gli uomini della brigata avevano catturato un convoglio di approvvigionamento alimentare e di carburante destinato ad una divisione corazzata alleata e, oltre ai mezzi di trasporto, al carburante, all'acqua e al cibo gli uomini di Ramcke riuscirono ad approvvigionarsi anche di sigarette e di altri beni voluttuari e lo stesso Ramcke ha successivamente osservato che la sorpresa più piacevole per i suoi uomini fu quella di aver trovato il tabacco e altri beni di lusso. La brigata così, con circa 600 sopravvissuti, raggiunse il resto delle forze tedesche in ritirata, dopo aver percorso più di 300 chilometri.
Il 18 novembre 1942 Ramcke venne richiamato in Germania e decorato con la Croce di Cavaliere con Fronde di Quercia e il comando della brigata venne assunto dal maggiore Hans Kroh, uno dei comandanti di battaglione della brigata; successivamente la brigata venne inviata in Tunisia.
La brigata, rinomata Luftwaffen-Jäger-Brigata 1, dopo un breve periodo di riposo, venne inviata in prima linea contro l'avanzata delle forze alleate in Tunisia e si trovò ad essere impegnata in una dura lotta contro gli inglesi nei terreno montuoso della Tunisia meridionale, continuando a combattere fino alla capitolazione della Panzer-Armee "Afrika" nel maggio 1943, quando gli ultimi sopravvissuti si arresero agli alleati.

## Comandanti
| Grado                                                            | Nome                    | Dal              | Fino al          |
| ---------------------------------------------------------------- | ----------------------- | ---------------- | ---------------- |
| Generalmajor (Maggior generale) poi General der Fallschirmtruppe | Hermann-Bernhard Ramcke | 1 aprile 1942    | 18 novembre 1942 |
| Oberstleutnant (tenente colonnello)                              | Hans Kroh               | 18 novembre 1942 | 18 febbraio 1943 |

## Ordine di battaglia - luglio 1942
- Brigadestab (comando di brigata)
- I./Fallschirmjäger-Regiment 2 - Major Kroh
- I./Fallschirmjäger-Regiment 3 - Major von der Heydte
- II./Fallschirmjäger-Battalion 5 - Major Hubner
- Fallschirmjäger-Lehr-Battalion/XI.Flieger-Korps - Major Burckhardt
- II./Fallschirm-Artillerie-Regiment
- Pionier-Kompanie - Dr. Cord Tietjen
- Panzerjäger-Kompanie (12x 3.7cm PaK 35/36)